# 伊坦巴库里
伊坦巴库里是巴西米纳斯吉拉斯州的一个市镇。总面积1418.619平方公里，总人口23338人，人口密度16.5人/平方公里。